# Ciecierówka (województwo świętokrzyskie)
Ciecierówka – wieś w Polsce, położona w województwie świętokrzyskim, w powiecie starachowickim, w gminie Wąchock.
| SIMC    | Nazwa   | Rodzaj    |
| ------- | ------- | --------- |
| 0276860 | Polesie | część wsi |

W latach 1975–1998 miejscowość administracyjnie należała do województwa kieleckiego.